# Resolutie 1072 Veiligheidsraad Verenigde Naties
Resolutie 1072 van de Veiligheidsraad van de Verenigde Naties werd unaniem door de
Veiligheidsraad van de Verenigde Naties aangenomen op 30 augustus 1996.

## Achtergrond
Na Burundi's onafhankelijkheid van België in 1962 werd het land een
monarchie. In 1966 werd de koning in een staatsgreep vervangen door een president. Toen de
voormalige koning in 1972 vermoord werd brak een burgeroorlog uit tussen Tutsi's en Hutu's in
het land. Daarna losten de dictators elkaar met opeenvolgende staatsgrepen af. Begin
1994 kwam de president samen met zijn Rwandese collega om het leven toen hun vliegtuig werd
neergeschoten. Daarop brak in beide landen een burgeroorlog uit tussen Hutu's en Tutsi's waarbij honderdduizenden
omkwamen.

## Inhoud

### Waarnemingen
Op 24 juli had de voorzitter van de Veiligheidsraad elke poging tot staatsgreep in Burundi
veroordeeld. De situatie in dat land bleef intussen achteruitgaan en werd in de voorgaande jaren gekenmerkt
door moorden, slachtingen, martelingen en willekeurige opsluitingen. Ook werden aanvallen op hulppersoneel
veroordeeld. Er moesten humanitaire corridors komen zodat de hulpgoederen tot bij alle Burundezen konden komen. Intussen werd gepoogd de dialoog en onderhandelingen opnieuw op gang te brengen.

### Handelingen

#### A
De Veiligheidsraad veroordeelde de staatsgreep in Burundi. Het regime werd opgeroepen de grondwettelijke
orde te herstellen, de Nationale Assemblée in ere te herstellen en de ban op politieke partijen
op te heffen. Ook moesten alle vijandelijkheden onmiddellijk gestaakt worden.

#### B
De Veiligheidsraad besloot de zaak naar 31 oktober te verschuiven en vroeg de
Secretaris-Generaal tegen dan te rapporteren over de situatie
in Burundi waaronder ook de stand van de onderhandelingen. Moesten die niet begonnen zijn, dan zouden
maatregelen genomen worden waaronder een mogelijk wapenembargo en maatregelen tegen de leiders van het
regime.

## Verwante resoluties
- Resolutie 1040 Veiligheidsraad Verenigde Naties
- Resolutie 1049 Veiligheidsraad Verenigde Naties
- Resolutie 1286 Veiligheidsraad Verenigde Naties (2000)
- Resolutie 1375 Veiligheidsraad Verenigde Naties (2001)

Lijst ·  1036 ·  1037 ·  1038 ·  1039 ·  1040 ·  1041 ·  1042 ·  1043 ·  1044 ·  1045 ·  1046 ·  1047 ·  1048 ·  1049 ·  1050 ·  1051 ·  1052 ·  1053 ·  1054 ·  1055 ·  1056 ·  1057 ·  1058 ·  1059 ·  1060 ·  1061 ·  1062 ·  1063 ·  1064 ·  1065 ·  1066 ·  1067 ·  1068 ·  1069 ·  1070 ·  1071 ·  1072 ·  1073 ·  1074 ·  1075 ·  1076 ·  1077 ·  1078 ·  1079 ·  1080 ·  1081 ·  1082 ·  1083 ·  1084 ·  1085 ·  1086 ·  1087 ·  1088 ·  1089 ·  1090 ·  1091 ·  1092